# Sarah Abisourour
Sarah Abisourour, née le 9 mai 1999, est une joueuse marocaine de volley-ball évoluant au poste de passeur.

## Carrière
Elle est appelée pour la première fois en équipe du Maroc féminine de volley-ball en mars 2019 et dispute le Championnat d'Afrique féminin de volley-ball 2019, terminant à la sixième place. Elle remporte la médaille de bronze des Jeux africains de 2019.